# Mrs. Santa Claus
Mrs. Santa Claus ist ein amerikanischer Musical-Weihnachtsfilm mit Musik von Jerry Herman, der als Fernsehfilm am 8. Dezember 1996 auf CBS ausgestrahlt wurde. In der Titelrolle spielt Angela Lansbury als die Frau des Weihnachtsmannes, die in New York City auf die Themen Frauenwahlrecht und Kinderarbeit trifft.
In Deutschland erschien der Film erst 2018 synchronisiert auf DVD (die Lieder blieben im Original).

## Handlung
Der Film spielt im Jahr 1910, beginnend sieben Tage vor Weihnachten, als die von Mrs. Claus geleitete Spielzeugproduktion abgeschlossen ist (Seven Days ’Til Christmas). Ihr Mann Santa Claus ist so beschäftigt mit der Durchsicht der Weihnachtspost, dass er sie ignoriert und auch nicht zuhört, als sie ihm eine neue Route vorschlagen will. Weil sie es satt hat, in seinem Schatten unsichtbar zu sein, beschließt sie, um die Route selbst auszuprobieren, den Schlitten und die Rentiere auszuleihen (Mrs. Santa Claus). Doch in einem Sturm muss sie in New York City notlanden, wobei Cupid sich am Bein verletzt. Sie kann die Rentiere in Ställen bei dem italienischen Stallburschen Marcello Damoroco unterbringen, der glaubt, sie gehöre zu einem Weihnachtsumzug, und nimmt dafür die Identität Mrs. North an.
Marcello zeigt ihr die Gegend, in der sie gelandet ist: die Avenue A in der Lower East Side, ein Viertel voller irischer, italienischer und jüdischer Immigranten. Dabei kommen sie an Sadie Lowenstein vorbei, die regelmäßig an einer Straßenecke auf einer Soapbox Parolen für den Kampf um das Frauenwahlrecht ausruft und in die Marcello verliebt ist (Avenue A). Sadies Mutter vermietet ihr ein Zimmer; weitere Anwohner sind der irische Straßenbahnschaffner Kilkenny und seine kleine Tochter Nora, die den Polizisten Doyle ärgert. Mrs. Lowenstein ist Näherin und Jüdin, weswegen sie statt Weihnachten Chanukka feiert. Sie hat Angst, dass die Polizei ihr Sadie wegnehmen und sie zurück in die Heimat schicken könnte. Nora, deren Mutter in Irland ist, arbeitet in der Spielzeugfabrik Tavish Toys von Mr. Tavish, der Kinder unter miserablen Arbeitsbedingungen beschäftigt und unter dem Motto „It only has to last to Christmas“ (Es muss immer nur bis Weihnachten halten.) billiges, schlechtes Spielzeug herstellen lässt (A Tavish Toy). Mrs. North wird in der Fabrik neue Aufsichtsperson und ist von den Bedingungen schockiert, aber Tavish will keine Beschwerden hören. Doch dafür gewinnt sie die Zuneigung der Kinder mit dem Versprechen zu helfen (Almost Young).
Mrs. North lässt sich am nächsten Tag von Sadie beraten, was die Kinder tun können, und hilft ihr im Gegenzug, indem sie persönlich mit ihnen sprechen, Frauen für eine Suffragetten-Kundgebung zu gewinnen, an der auch Nora und Marcello teilnehmen (Suffragette March). An Heiligabend wird die Polizei einen Weihnachtsball geben, zu dem Marcello Sadie einlädt. Sie meint zwar, dass sie nicht zusammenpassen, doch Gegensätze ziehen sich an und so küssen sie sich (We Don’t Go Together at All). Als Nora ihre Mutter vermisst, zeigt sie Mrs. North eine Vaudeville-Show, wo diese sie aufmuntert (Whistle). Mrs. North kauft zwei Tickets für den Ball von Officer Doyle, der das zweite Mrs. Lowenstein persönlich überbringen soll, um ihre Angst auszuräumen. Derweil hat der Weihnachtsmann erst zwei Tage nach ihrer Abfahrt das Fehlen seiner Frau bemerkt. Auf Anraten des Oberelfs Arvo schreibt er einen Brief an sie, um zu formulieren, was sie ihm bedeutet (Dear Mrs. Santa Claus).
Am nächsten Tag arbeiten die Kinder als Protest besonders langsam und wollen zusammenhalten, doch Tavish bricht sie, indem er droht, sie am Weihnachtstag arbeiten zu lassen, und entlässt Mrs. North und Nora, die zu ihr gehalten hat (Whistle Reprise). Sie rufen die Kinderarbeiter zu einem stadtweiten Streik auf, worauf sie durch die Straßen ziehen und Tavish-Spielzeuge aus dem Verkehr ziehen, was dazu führt, dass der Bürgermeister Kinderarbeitsgesetze beschließen will. Auf dem Polizeiball hält Sadie einen Toast auf Mrs. North, „die Mrs. Santa Claus der Avenue A“. Beim Anblick des Polarsterns vermisst Mrs. Claus ihren Mann und beschließt zurückzukehren (He Needs Me), doch die Rentiere sind verschwunden. Mr. Tavish ist hinter ihr Geheimnis gekommen und will sie aus Rache aufhalten, aber Mrs. Claus kann ihn davon abbringen, indem sie ihn an sein liebstes Weihnachtsgeschenk der Kindheit erinnert.
Gerade an Heiligabend kommt sie beim Weihnachtsmann an, der eine Überraschung für sie hat – einen eigenen Weihnachtsmantel – und sie bittet, diesmal auf dem Schlitten mitzufahren entlang ihrer neuen Route (The Best Christmas of All). Nora wird als Geschenk durch die Ankunft ihrer Mutter überrascht.

## Soundtrack
| Nr. | Titel                       | Sänger                                                                   | Länge |
| --- | --------------------------- | ------------------------------------------------------------------------ | ----- |
| 1.  | Overture                    |                                                                          | 6:08  |
| 2.  | Seven Days ’Til Christmas   | Michael Jeter, Kristi Lynes, Jamie Torcellini, Angela Lansbury           | 1:07  |
| 3.  | Mrs. Santa Claus            | Angela Lansbury                                                          | 3:01  |
| 4.  | Avenue A                    | David Noroña, Grace Keagy, Linda Kerns, Ensemble                         | 6:33  |
| 5.  | Avenue A (Reprise)          | Angela Lansbury                                                          | 1:44  |
| 6.  | A Tavish Toy                | Terrence Mann, Kinderensemble                                            | 1:50  |
| 7.  | Almost Young                | Angela Lansbury                                                          | 2:49  |
| 8.  | Almost Young (Reprise)      | Angela Lansbury, Kinderensemble                                          | 0:36  |
| 9.  | Suffragette March           | Linda Kerns, Grace Keagy, Debra Wiseman, Angela Lansbury, Frauenensemble | 2:10  |
| 10. | We Don’t Go Together at All | Debra Wiseman, David Noroña                                              | 2:57  |
| 11. | Whistle                     | Angela Lansbury, Lynsey Bartilson                                        | 3:17  |
| 12. | Dear Mrs. Santa Claus       | Charles Durning                                                          | 1:47  |
| 13. | Whistle (Reprise)           | Angela Lansbury, Lynsey Bartilson                                        | 0:46  |
| 14. | He Needs Me                 | Angela Lansbury                                                          | 3:44  |
| 15. | The Best Christmas of All   | Angela Lansbury, Charles Durning, Ensemble                               | 3:21  |

## Produktion
Mrs. Santa Claus ist das erste originale Musical, das für CBS geschrieben wurde, seit Cinderella von 1957 und die erste Fernsehrolle für Angela Lansbury nach Mord ist ihr Hobby. Der Film wurde von Mark Saltzman geschrieben und von Terry Hughes inszeniert. Die Musiknummern stammen in Melodie und Text von Jerry Herman, der bekannt ist für die Musicals Hello, Dolly! (1964), Mame (1966) und La Cage aux Folles (1983). Der Film wiedervereint Herman und Lansbury, die in Mame die Titelrolle am Broadway und in Dear World (1969) gespielt hatte. Bereits als Herman nur die Idee zu einem Weihnachts-Musical um Santas Frau hatte, fragte er bei Lansbury für die Hauptrolle an, die es für eine köstliche Idee hielt. Für die Geschichte warb er den Dramatiker Saltzman an, der sie in das Jahr 1910 verortete mit sozialen Themen, die dennoch auch zu den Aktivisten der Mitt-90er passen würden: Frauen- und Arbeiterrechte.
Der Film wurde produziert durch Hallmark Entertainment in Verbindung mit Corymore Productions, der Firma von Lansburys Mann Peter Shaw mit seinem Sohn David Shaw als Executive Producer. Die Choreographien wurden von Rob Marshall entwickelt, die Kostüme der Schauspieler und Tänzer von Bob Mackie designt. Die New Yorker Szenen der Avenue A und der Ställe wurden in den Universal Studios, weiteres wie die Weihnachtswerkstatt in den Stewart Stages in Valencia und Spezialeffekte wie Schlittenfahrten in den Havenhurst Studios in Van Nuys gedreht.

## Rezeption
Bei der Erstausstrahlung am 8. Dezember 1996 war der Film mit Nielsen Ratings von 14,7/22 das zuschauerstärkste Programm des Tages und das drittstärkste der Woche.

### Rezensionen
Bill Mann vom San Francisco Examiner beschreibt die Produktion als „reizvolle Mischung aus traditioneller Feiertagsstimmung und feministischen und multiethnischen Themen“. Tony Scott von Variety rezensierte die Hauptdarstellerin lobend, der Film stelle die strahlende Angela Lansbury zur Schau, ohne die er kaum eine Vorstellung wäre. „Nicht gerade der Typ First Lady des Nordpols, die nur Plum Pudding umherschiebt, ist ihre Mrs. Claus stattdessen lebhaft und ergötzlich. […] Lansbury-Fans werden verzaubert sein. [… Der Film] betont nur wieder ihre Vielseitigkeit und ihren Schatz an Talenten.“ John J. O’Connor von der New York Times fand, sie habe in dem Film mehr Energie und Charme als je zuvor ausgestrahlt und den Film in eine der willkommeneren Überraschungen der Festtagszeit verwandelt. Don Heckman von der Los Angeles Times befand bezüglich Komponisten Jerry Herman, er habe eine Musicalproduktion, die groß und umfangreich genug für die Kinoleinwand gewesen wäre, geschaffen. Es sei eine Welt, die er eindeutig liebt, aber so erfreulich und liebenswert es sein mag, nicht seine erste Klasse. Hier sei alles etwas zu süß.

### Preisverleihungen
Primetime-Emmy-Verleihung 1997
- Art Direction für Miniseries oder Special – Nominierung für Hub Braden (Production Designer), Mary Dodson (Art Director), Ellen Totleben (Set Director)
- Hair Styling für Miniserie oder Special – Auszeichnung an Gloria Montemayor, Lola ‘Skip’ McNalley und Dorothy Andre (Hairstylisten)
- Choreographie – Nominierung für Rob Marshall (Choreograph)
- Musik und Liedtext – Nominierung für Jerry Herman (Komponist und Texter) für Mrs. Santa Claus
- Kostümdesign für Miniserie oder Special – Nominierung für Bob Mackie (Kostümdesigner)

Art Directors Guild Excellence in Production Design Award 1996 – Nominierung für Hub Braden und Mary Dodson